# Cyanarmostis vectigalis
Cyanarmostis vectigalis är en fjärilsart som beskrevs av Edward Meyrick 1927. Cyanarmostis vectigalis ingår i släktet Cyanarmostis och familjen signalmalar. Inga underarter finns listade i Catalogue of Life.